# Dussia
Dussia es un géneros de plantas con flores con 15 especies, perteneciente a la familia Fabaceae.

## Especies seleccionadas
- Dussia atropurpurea
- Dussia avilensis
- Dussia cayennensis
- Dussia coriacea
- Dussia cuscatlanica
- Dussia discolor
- Dussia foxii
- Dussia grandifrons
- Dussia lehmannii
- Dussia macroprophyllata
- Dussia martinicensis
- Dussia mexicana
- Dussia micranthera
- Dussia sanguinea
- Dussia tessmannii